# Plac św. Krzysztofa we Wrocławiu
Plac św. Krzysztofa we Wrocławiu (Christophoriplatz) – plac położony w obrębie Starego Miasta we Wrocławiu. Plac ograniczony jest ulicą Kazimierza Wielkiego i Placem Dominikańskim. W obrębie placu położony jest ewangelicki Kościół św. Krzysztofa .

## Historia

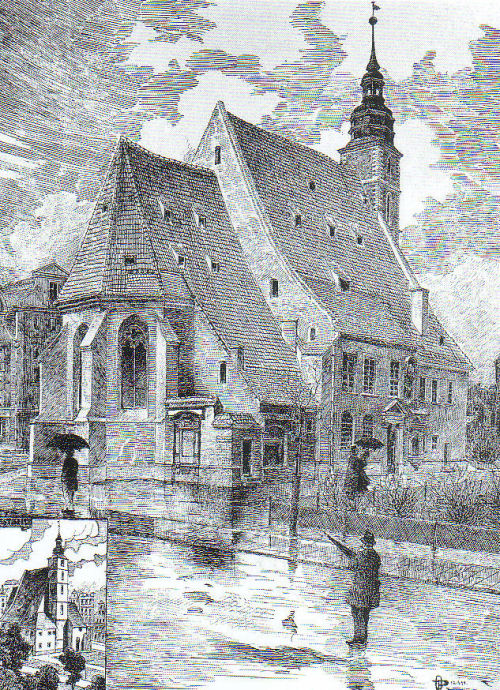
Kościół

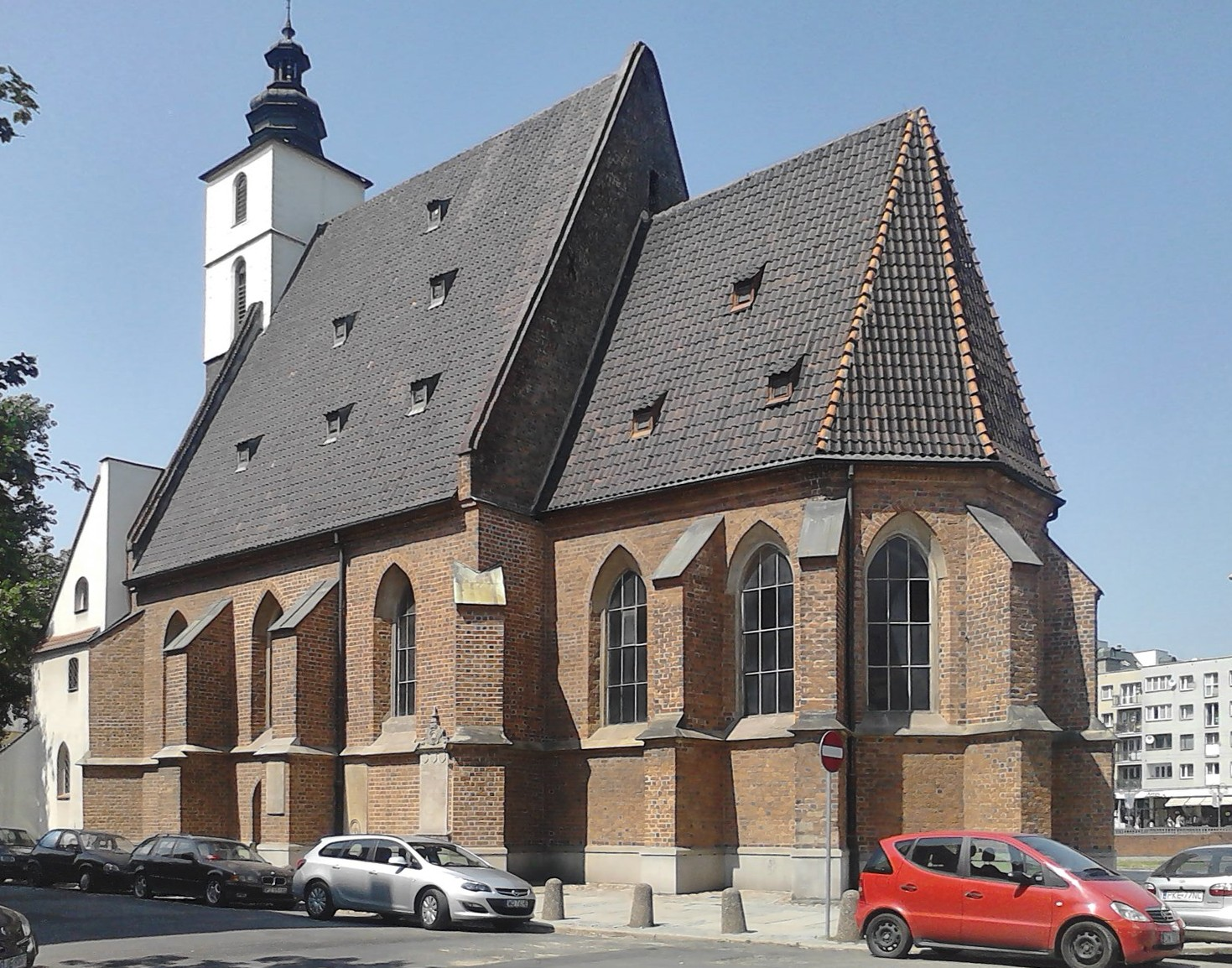
Kościół

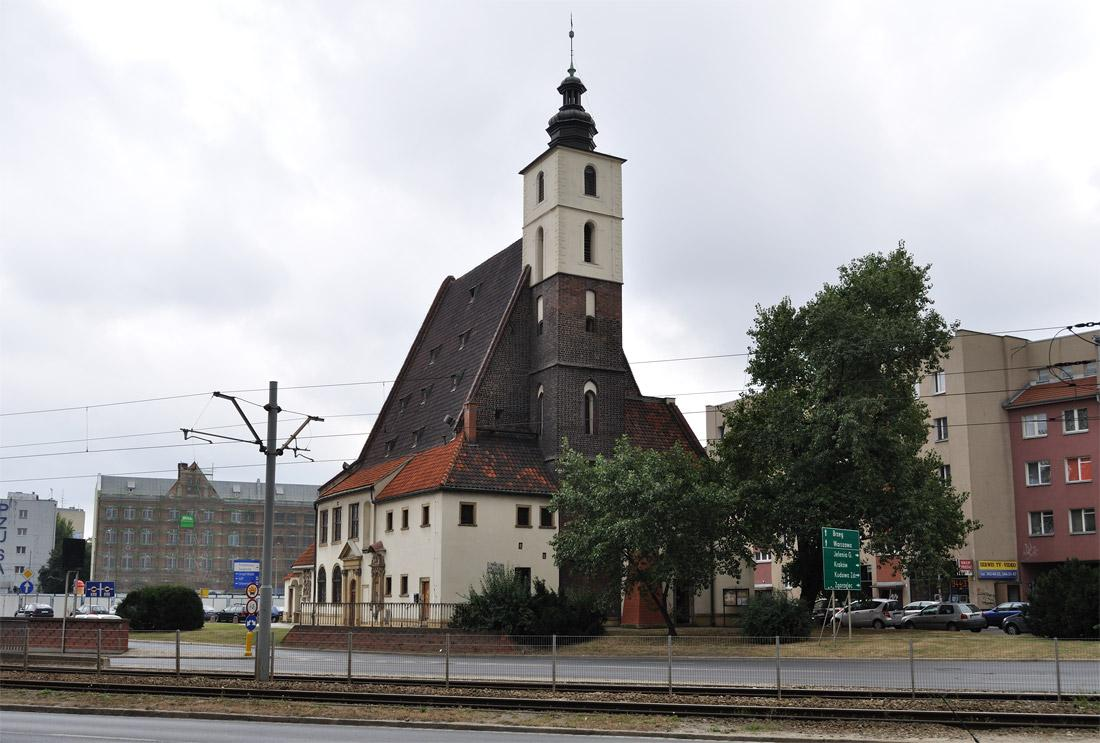
Plac i kościół

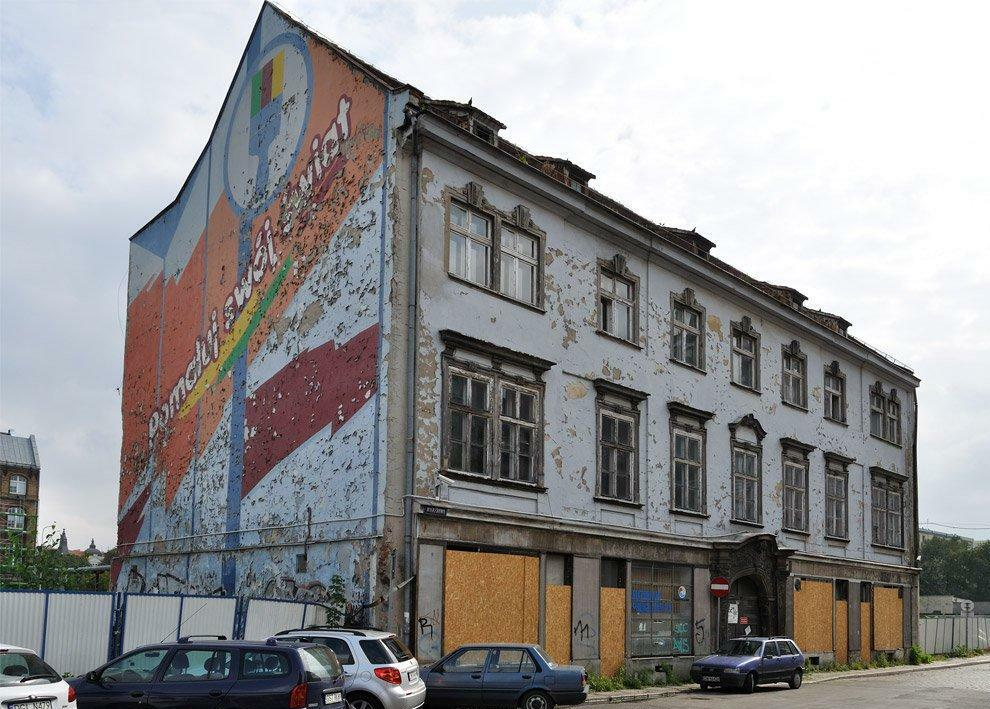
Pałac Oppersdorfów

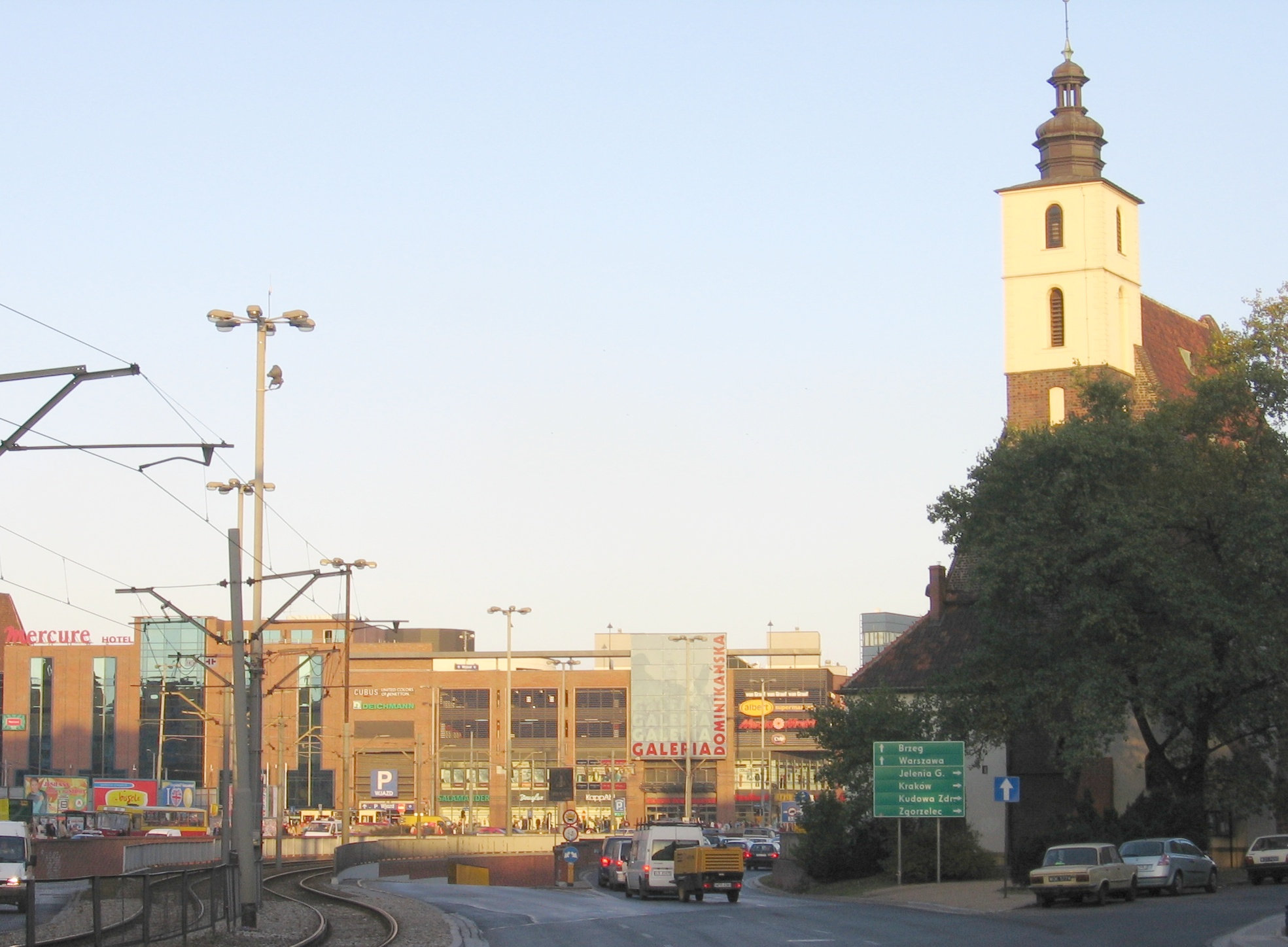
Ul. Kazimierza Wielkiego

W XII wieku w okolicach obecnego placu położona była otwarta osada. Później teren został otoczony średniowiecznym murem okalającym miasto, wytyczającym zasięg zlokalizowanego tu cmentarza. Nekropolia położona była przy kościele św. Marii Egipcjanki, wzniesionym w 1267 r. (lub 1262 r.), jeszcze poza murami miasta jako pomocniczy dla cmentarza parafii św. Marii Magdaleny . W północnym narożniku placu w roku 1355 powstała plebania i dom dzwonnika. Ten kościół został rozebrany w XIV wieku. W pobliżu ówczesnej Bramy Oławskiej, w XV wieku (XIV-XV w. ), wybudowano nowy kościół, który w połowy XV wieku wzmiankuje się jako kościół pod wezwaniem św. Krzysztofa. W latach 30. XVI wieku świątynia została przejęta przez protestantów .
Sam plac na początku lat 60. XIX wieku pełnił funkcję placu targowego. W 1879 roku zbudowano tu halę przeznaczoną do handlu przede wszystkim zbożem. Następnie na początku lat 80. XIX wieku zmieniono funkcję i oblicze placu rezygnując z jego funkcji handlowej, a przypisując mu funkcję zieleni miejskiej w formie skweru. Przed II wojną światową istniała przy kościele polska szkoła ewangelicka. W 1945 r. podczas oblężenia Wrocławia przez Armię Czerwoną, gdy Wrocław został ogłoszony twierdzą, zabudowa miejska wokół placu uległa częściowemu zniszczeniu, w szczególności kościół został zniszczony w ok. 75% . Oprócz kościoła zachował się także położony w pobliżu Pałac Oppersdorfów (Lambergów) z lat 1714-1720.
Po wojnie kościół został odbudowany i wielokrotnie był remontowany . Służył prowadzeniu nabożeństw w języku niemieckim dla nielicznych protestantów pozostałych i żyjących we Wrocławiu. Natomiast obszar placu został znacznie okrojony od północy z powodu zajęcia terenu pod wybudowaną tu w końcu lat 70. XX wieku nową Trasę W-Z, obejmującą na tym odcinku ulicę Kazimierza Wielkiego, prowadzoną częściowo w miejscu przebiegu Oławy Miejskiej, w tym początek tuneli drogowych przebiegających pod placem Dominikańskim.

## Ulice
Plac położony jest pomiędzy współczesnymi ulicami i placami: ulicą Kazimierza Wielkiego i Placem Dominikańskim, którymi przebiega Trasa W-Z. Stanowi ona szeroką arterię komunikacyjną, składającą się z dwóch jezdni po trzy pasy ruchu w każdą stronę oraz wydzielonego między nimi torowiska tramwajowego i chodników. Zarówno na tej ulicy jak i w obrębie placu Dominikańskiego występuje bardzo duże natężenie ruchu drogowego . Do placu przylega także ulica Wierzbowa.

## Otoczenie
Jak wyżej zaznaczono część placu została zagospodarowana na potrzeby budowy ulicy Kazimierza Wielkiego. Ulica ta otacza plac od zachodu, gdzie jezdnie wraz z torowiskiem tramwajowym biegną w kierunku placu i łukami otaczają go od północnego zachodu i północy. Tu mają swój początek tunele (wjazdy to tuneli) przebiegające pod Placem Dominikańskim. Za tą ulicą położone są zabytkowe budynki bankowe i usługowe z XIX i początków XX wieku. Od strony wschodniej przebiega ulica Wierzbowa. Przy południowym narożniku placu po przeciwnej stronie tej ulicy położony jest Pałac Oppersdorfów. Południowa pierzeja, która uległa zniszczeniu pod koniec II wojny światowej została zabudowana w drugiej połowie XX wieku budynkami mieszkalnymi. Sam teren placu obejmuje niewielki skwer i kościół św. Krzysztofa, ewangelicko-augsburski , stanowiący ozdobę Placu Dominikańskiego, polecany jako obiekt warty obejrzenia i zwiedzenia .
Obiekty zabytkowe objęte ochroną i wpisane do rejestru zabytków:
- Kościół św. Krzysztofa[b][6][17] 
  - nr rej. 12 z 7.11.1947 r.[6], oraz
  - nr rej. A/427/45 z 25.01.1962 r.[6],
- Pałac Oppersdorfów[c], nr rej.: A/3110/167 z 15.02.1962 r.[11].

## Nazwy
Nazwa placu odpowiada imieniu patrona kościoła położonego w obrębie placu: Kościół św. Krzysztofa . Wezwanie św. Krzysztofa nadano kościołowi w 1343 r. na prośbę cechu kuśnierzy, których patronem był właśnie Święty Krzysztof. Plac wchłonął zaułek An der Christophorikirche. Tu położone były przybudówki kościoła. Przyłączenie uliczki do placu nastąpiło w 1885 r.. Nazwy placu to Christophoriplatz i Plac św. Krzysztofa.